# Pont des Nibelungen
Le pont des Nibelungen désigne en fait deux ouvrages modernes de franchissement du Rhin construits successivement dans le temps, qui relient la ville de Worms, dans le Land de Rhénanie-Palatinat et les villes de Lampertheim et Bürstadt dans la Hesse.
Ils sont situés à la sortie de Worms, sur la Bundesstraße 47 et constituent le seul franchissement routier entre Mannheim au sud et Mayence au nord. Ils ont été nommés d'après la légende des Nibelungen ; la tour du premier pont historique est un repère familier de la ville.
Au Moyen Âge, un bac près de Worms assurait le passage depuis 858. C'est seulement en 1855 qu'un pont flottant fut installé. Entre 1900 et 1945 existait un premier pont fixe qui portait le nom de Ernst Ludwig. Ce pont fut détruit lors de la Seconde Guerre mondiale puis reconstruit entre 1951 et 1953 ; il prit alors le nom de Nibelungenbrücke (aujourd'hui, le vieux Nibelungenbrücke).
Entre 2005 et 2008 un nouveau pont fut construit car le précédent ne suffisait plus à écouler la circulation. Depuis la rénovation du vieux pont en 2013, il y a donc deux ponts, chacun à deux voies : le vieux en direction Worms, le nouveau en direction Hesse. Les ponts ont de chaque côté un trottoir et une piste cyclable.
Le vieux pont est déclaré monument historique aussi bien dans la législation de Hesse que dans celle de Rhénanie-Palatinat.

## Géographie
Le pont des Nibelungen se trouve à l'est de Worms. Il fait part de la B47 et des routes touristiques Nibelungenstraße et Siegfriedstraße. Sur la rive droite la route traverse d'abord Rosengarten, un quartier de Lampertheim. Le pont se trouve entre les kilomètres 443 et 444 du Rhin et relie les régions Hesse rhénane avec le Ried hessois (de).
Sur la rive gauche, donc côté Worms, le pont a plusieurs accès directs : sur la Bundesstraße 9 dans les directions sud (Ludwigshafen), nord (Mayence) où ouest (l'entrée à Worms). Si vous sortez de ces grands axes vous vous trouvez sur la Festplatz et plus loin sur la promenade de la rive avec ses restaurants, ses parcs et le Monument de Hagen. Sur la rive droite, donc côté Hesse, on trouve des champs, des près et des forêts vierges, donc une zone récréative. 2,3 km en aval se trouve le pont du chemin de fer (pont rhénan de Worms (de)) pour le Riedbahn et la ligne des Nibelungen (de).
Le prochain pont se trouve 11 km plus sud avec le Theodor-Heuss-Brücke de la A 6. Vers le nord, le prochain pont se trouve entre Mayence et Ginsheim-Gustavsburg : le pont de Weisenau où la A 60 traverse le Rhin.

## Histoire
En 858, un bac à Worms est mentionné pour la première fois dans un document de l'Abbaye de Lorsch où Louis II de Germanie atteste le droit de navigation. À partir du Moyen Âge central les droits de navigation étaient cédés à des institutions cléricales qui y trouvaient leurs moyens de financement. Malgré ceci les devoirs de traversier restaient dans la responsabilité des communes; la preuve est le règlement de bac (Fährordnung) de 1400 dans lequel on fixe les tarifs, les nombres de traversée et les horaires.
Les premiers plans pour un pont flottant comme traversée fixe sur le Rhin datent de 1720. L'initiative vient de François-Louis de Palatinat-Neubourg, évêque de Worms, qui cherche une facilité pour mieux arriver dans ses territoires rive droite. Mais ces plans n'étaient pas réaliser, causes inconnues. La ville a stimulé dans la suite plusieurs plans mais cela durait encore 65 ans jusqu'à la première installation d'un pont flottant à cause de la situation compliquée sur les domaines de droit et de propriété. Seulement en 1831 on trouvait la solution avec la vente au Grand-duché de Hesse. En 1842, les deux membres des Landstände des Großherzogtums Hessen, Wilhelm Valckenberg et Friedrich von Dörnberg, proposaient de nouveau la construction d'un pont flottant. Bien que cette demande fût acceptée ce pont est inauguré seulement au 14 juin 1855.
À partir 1880, 25 ans après l'inauguration du pont flottant, la discussion pour une construction d'un pont fixe commence. La cause se trouvait dans le planning de la Correction du Rhin Supérieur, l'inondation de 1882 et la demande augmentée de main-d'œuvre pour l'industrie de Worms. Les moyens financiers étaient accordés en 1894/95 après des activités lobby des débutés de Worms, Cornelius Wilhelm von Heyl (Reichstag et Landstände) et Nikolaus Reinhart (Lanstände); la construction commençait en 1897.

## Ponts

### Origine:Ernst-Ludwig-Brücke(1900 - 1945)
Un premier pont a été construit à partir de 1897 et inauguré le 26 mars 1900 sous le nom de Ernst-Ludwig-Brücke, en hommage au grand-duc Louis V de Hesse (règne de 1892 à 1918). Il s'agissait d'un Pont en arc - Treillis; dans le même an le pont de chemin de fer (Rheinbrücke Worms) était inauguré.
Le pont avait une longueur de 774 m avec 3 arcs dont les 2 arcs de chaque côté avaient 94,4 m et celui au milieu avait 105,6 m. Il s'agissait d'une construction en acier (traillis) sur laquelle reposait la route construite de MAN, atelier Gustavsburg. Les ponts sur les rives ainsi que les deux tours néo-romanes étaient construites selon un plan de Karl Hofmann (architecte de Worms et professeur à l'Université technique de Darmstadt) par Grün & Bilfinger oHG.
Jusqu'à fin 1920 le pont était à péage, les caisses se trouvaient dans les tours. Pendant l'occupation de la Rhénanie à la suite du traité de Versailles les contrôles frontaliers y avaient lieu.
Avant la Seconde Guerre mondiale on installait sur les deux tours 4 canons antiaériens. Au 20 mars 1945 le pont était dynamisé par le Wehrmacht reculant.

### Premier ou "vieux" Nibelungenbrücke (depuis 1953)

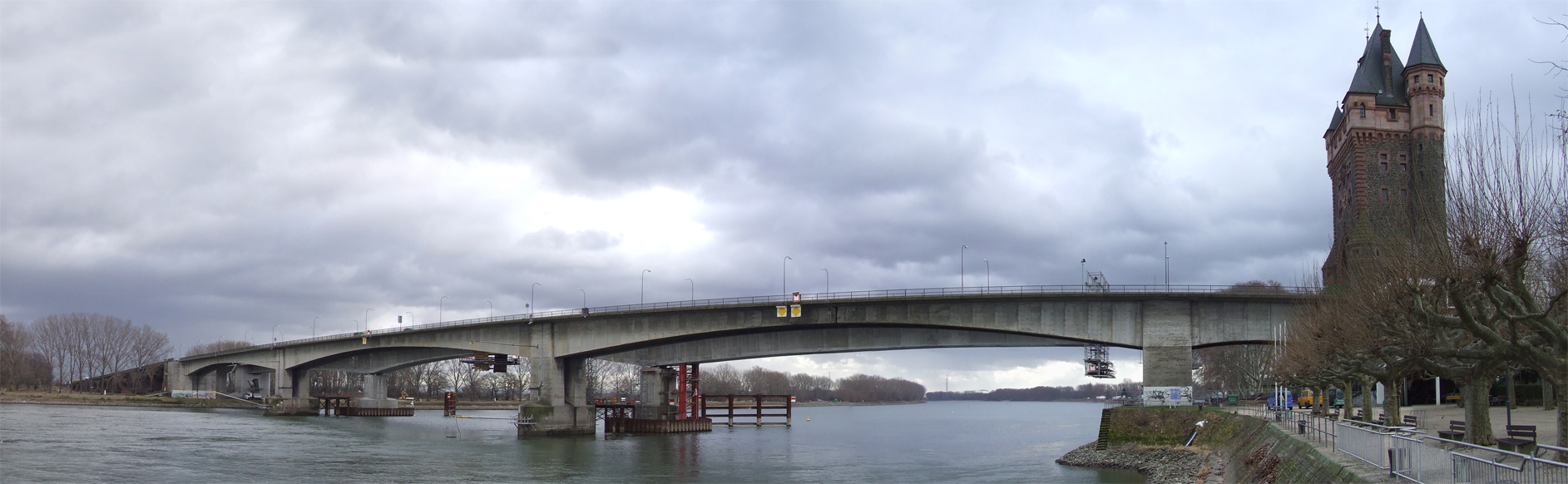
Vue de l'ancien pont des Nibelungen (février 2008)

Au 26 mars 1945, en 10 heures, les pionniers américains construisaient un pont flottant quelques mètres plus nord (= en aval) du pont détruit; ils en font pareille un peu plus sud, près de Bobenheim-Roxheim et de Frankenthal ou plus nord près de Hamm am Rhein. Plus tard il y avait un ferry remorqué. Puisque celui-ci ne pouvait pas répondre à la demande le Rheinbrücke Worms (destiné seulement au chemin de fer) était transformé en 1948 de la façon qu'il pouvait aussi être utilisé par les voitures.
Malgré la demande, la politique ne commence qu'en 1949 à s'intéresser à une nouvelle construction. Depuis la création des Länder de Hesse et de Rhénanie-Palatinat la frontière entre les deux se trouve au milieu du Rhin et divisait le pont. En 1950 des négociations commençaient entre les deux Länder et le Bund. Le droit de propriété était divisé dans la relation 1 (Rhénanie-Palatinat) : 2 (Hesse). En automne 1950, les travaux préliminaires pour la nouvelle construction commençaient. La tour nord (rive droite), fortement endommagée, était démolie jusqu'au niveau de la route en restaurant les trois étages en dessous.
Au mai 1951 la construction commence pour le pont sur le fleuve avec la méthode Pont en poutre-caisson (voir aussi: Béton précontraint); l'inauguration a lieu au 30 avril 1953. Le pont avec une largeur sur fleuve de 316 m est "le premier pont en Allemagne construit par cette méthode". Il a deux Voûtes avec une distance de 114,2 m entre les deux piliers dans le fleuve. Le pont de rive à rive a une distance de 744 m, le pont rive droite a une longueur de 292 m et celui de la rive gauche 137 m chacun en forme d'un Pont en arc.
Le « vieux » pont ne pouvait plus supporter le trafic augmenté dans les années 1953 à 2005. On construisait un autre pont parallèle inauguré en 2008, donc à partir du 16 septembre 2008 le « vieux » pont était barré pour rénovation. 

### Le «nouveau» Nibelungenbrücke (depuis 2008)
À cause de l'augmentation de la circulation et de la nécessité de restauration du « vieux » pont on décidait de construire un pont parallèle dont la construction (Première pierre) commençait au 4 mai 2005. La construction  du « nouveau » pont se faisait de la même façon que celle du « vieux » pont et avec les mêmes longueurs des arcs. La responsabilité pour le plan et la construction avait le LBM (de).
Le nouveau pont était inauguré le 12 septembre 2008 en présence de Kurt Beck, ministre-président de Rhenanie-Palatinat, de Wolfgang Tiefensee, ministre fédéral des Transports et d'autres personnalités. Il y avait aussi une fête du pont pour le public. La restauration du « vieux » pont commençait à partir du septembre 2008 sous la responsabilité de Hesse. La seule route pour traverser le Rhin était pendant la restauration le nouveau pont.
Depuis le 12 septembre 2013 il y a 4 voies: Deux voies sur le "vieux" pont en direction Worms et deux voies sur le "nouveau" pont en direction Hesse.

Vue sur le Rhin et vers Hesse (Est)
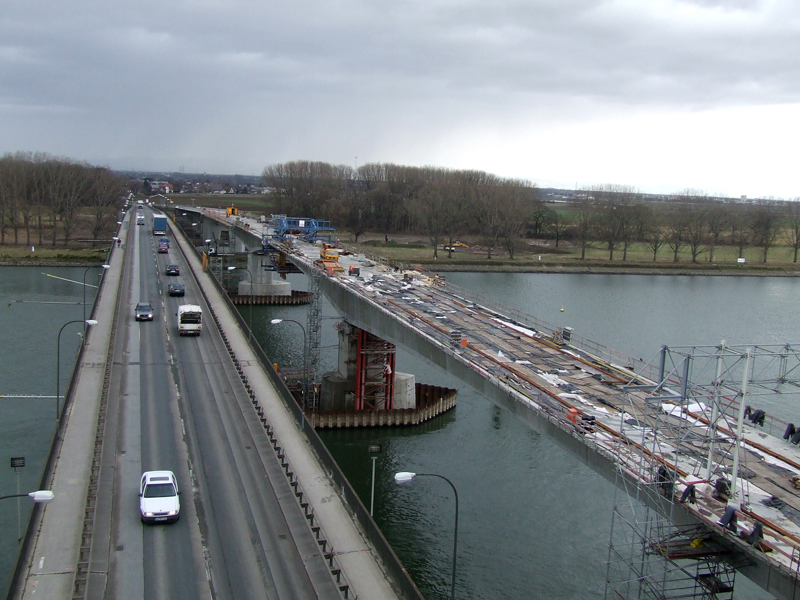
à gauche: vieux pont, à droite nouveau pont en construction (févr. 2008)
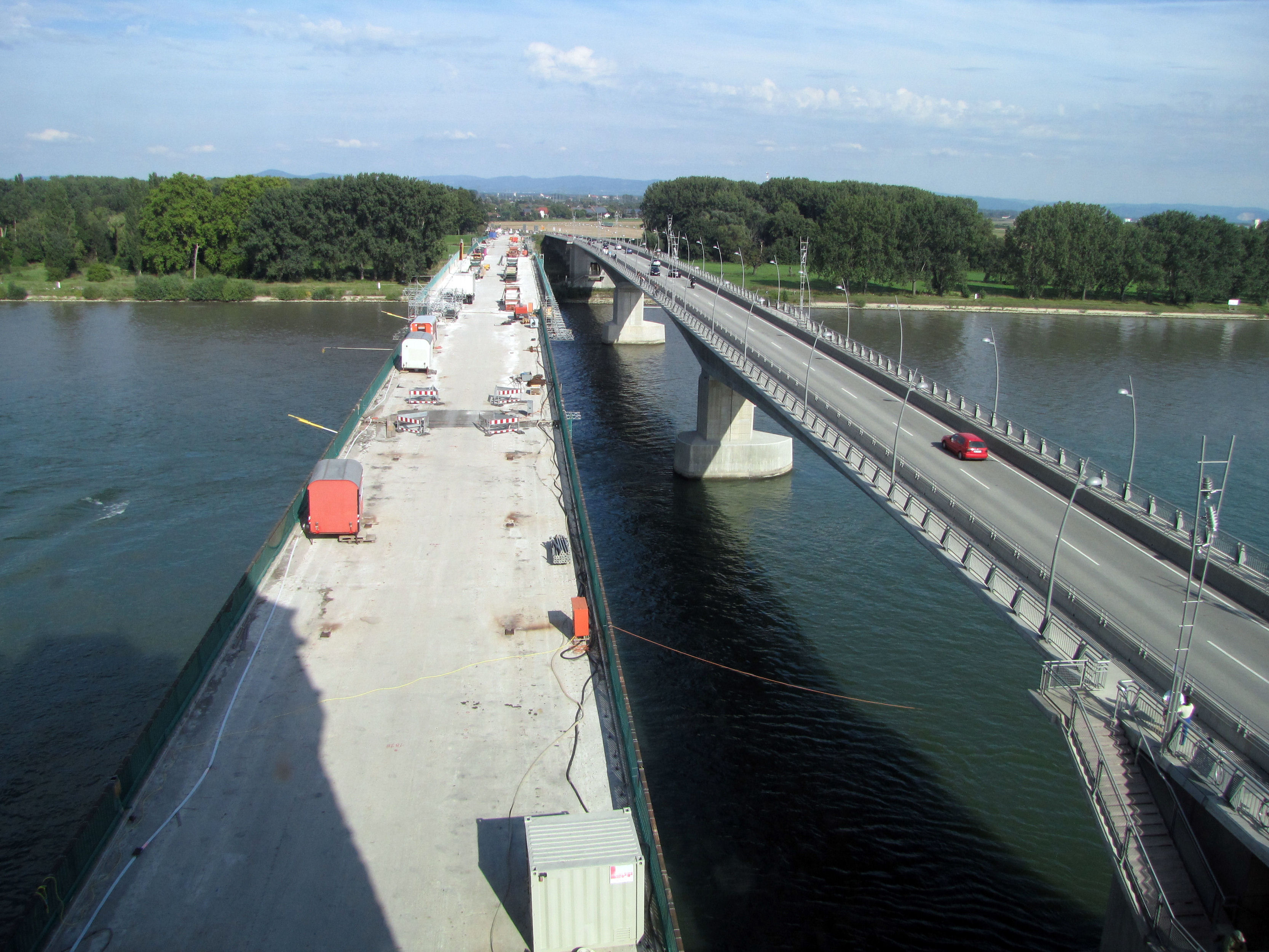
à gauche: vieux pont en restauration, à droite nouveau pont (sept. 2010)
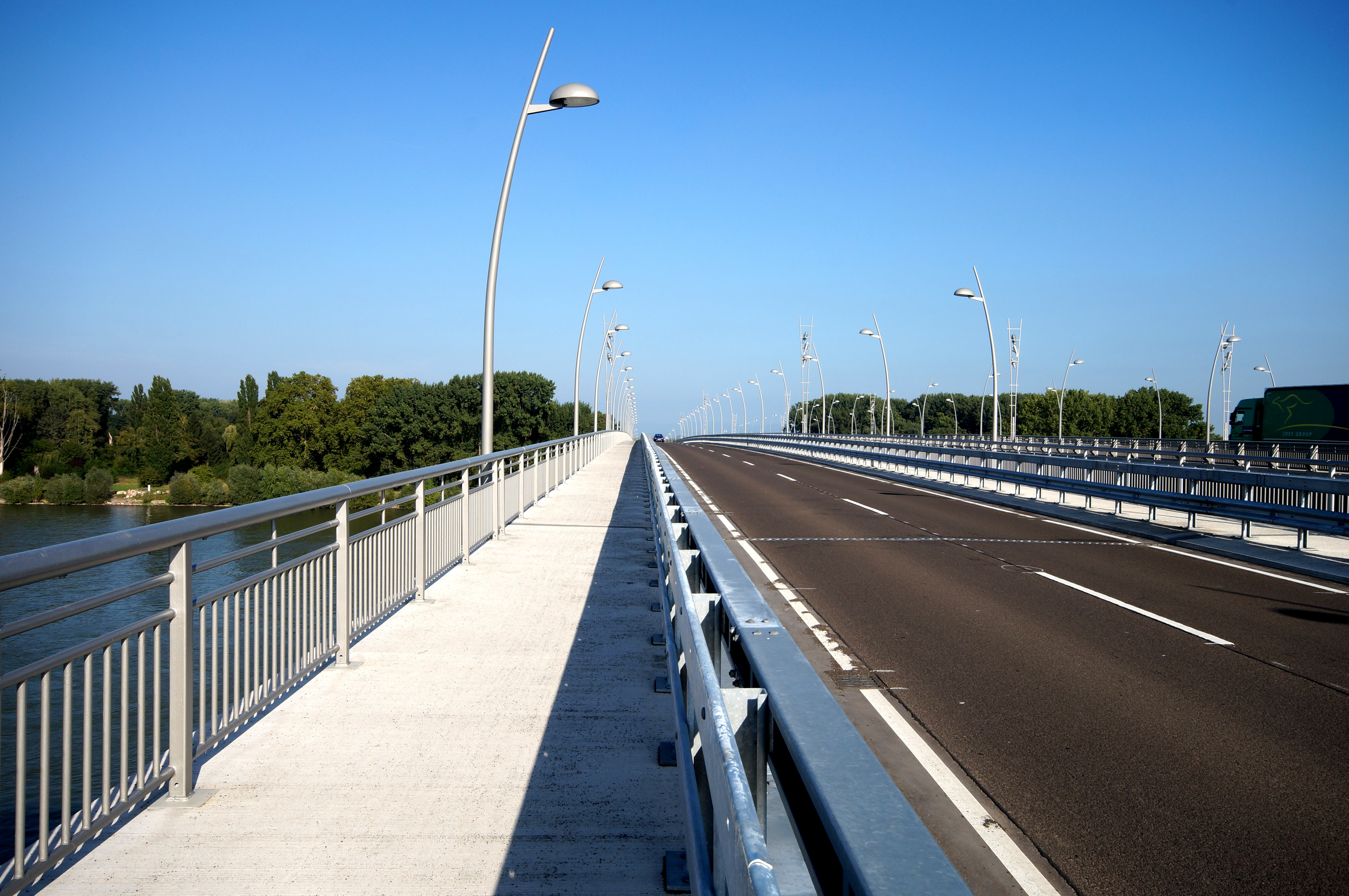
le nouveau pont restauré (sept. 2013)

Vue vers Worms (Ouest)
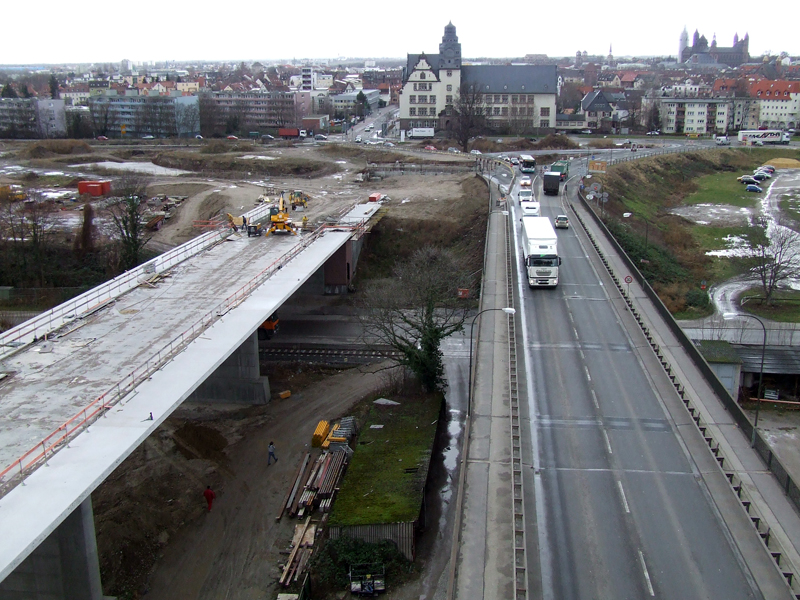
La situation au février 2008
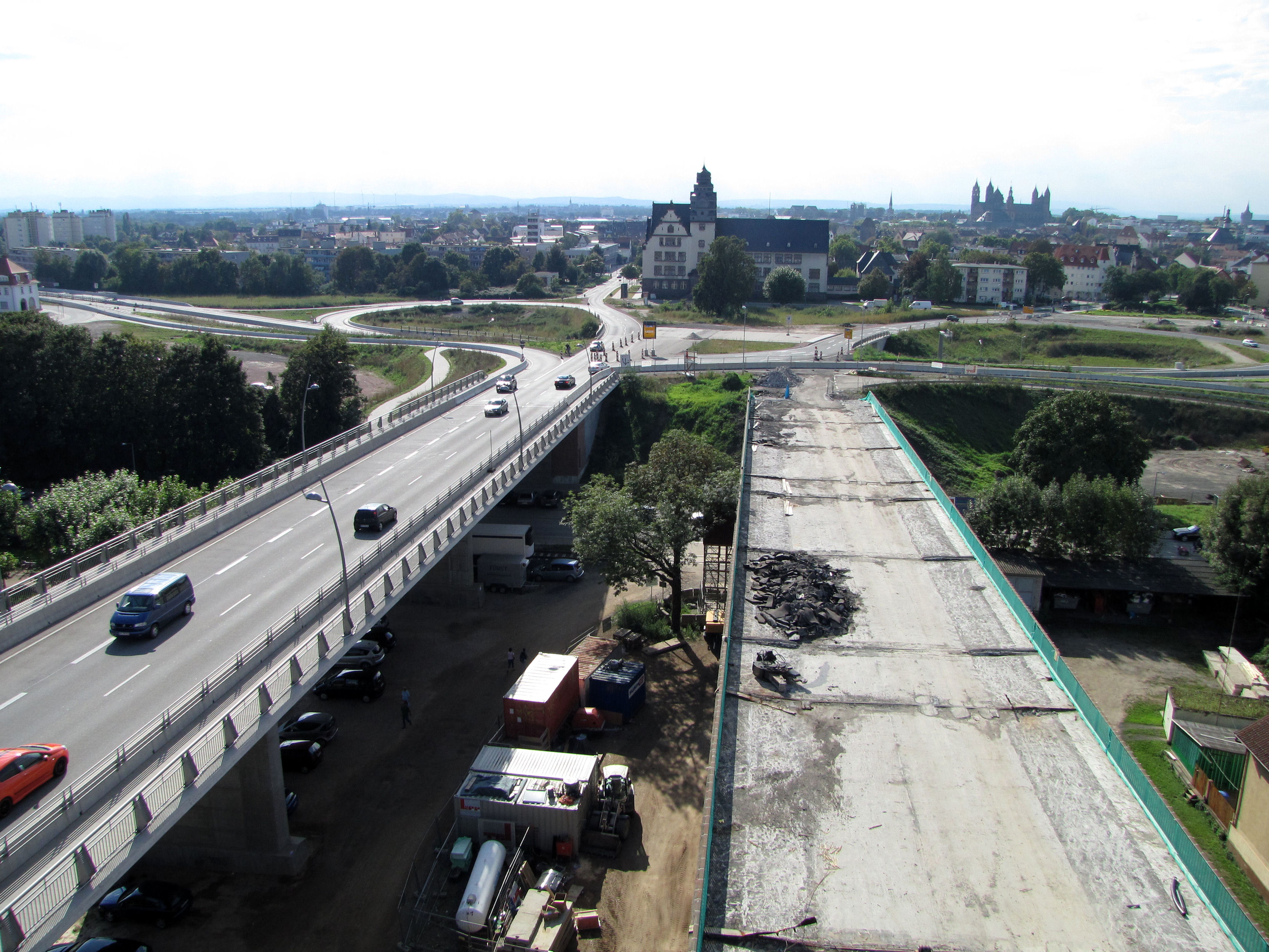
La situation au septembre 2010
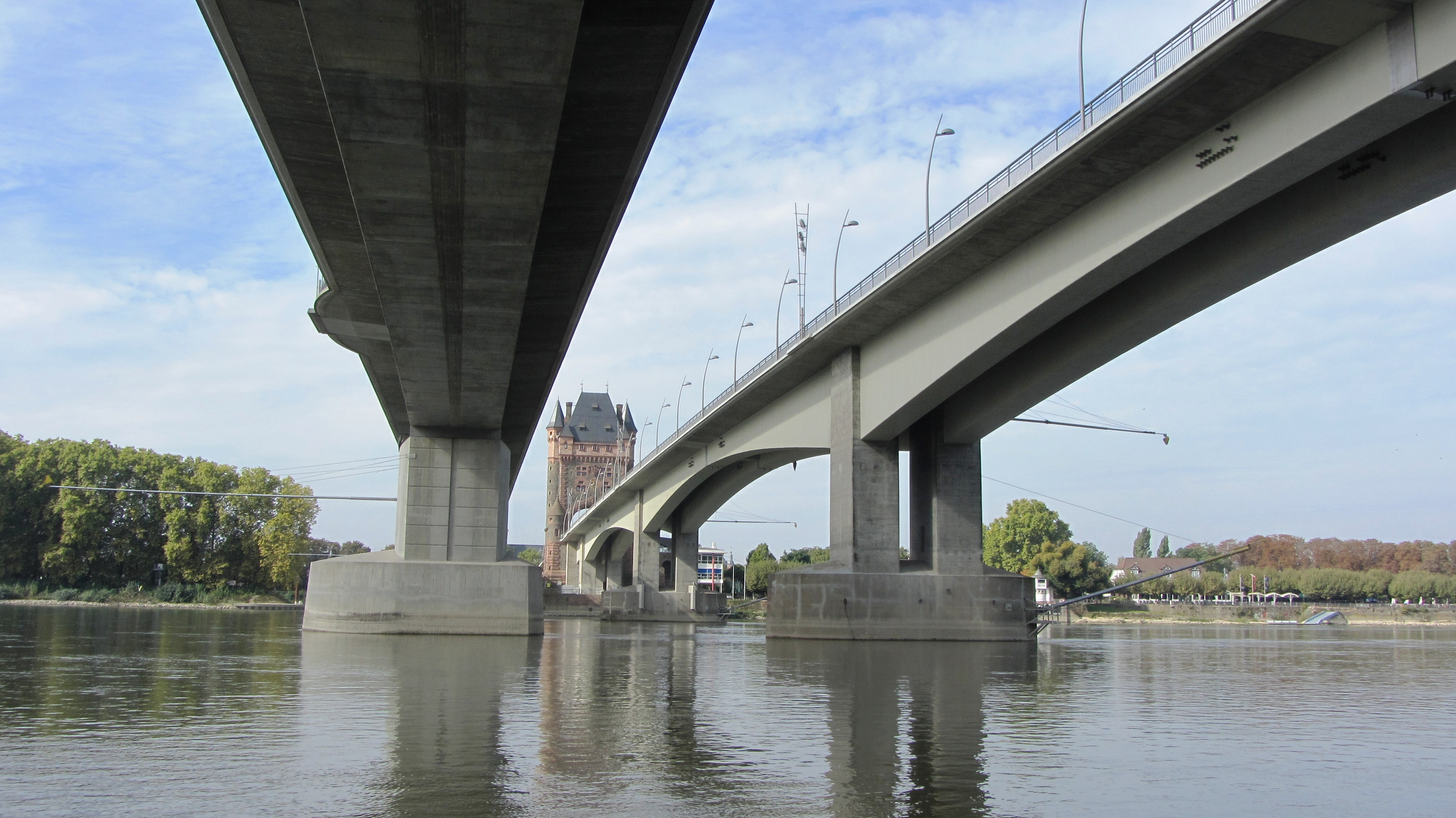
Les deux voies 2014, 1
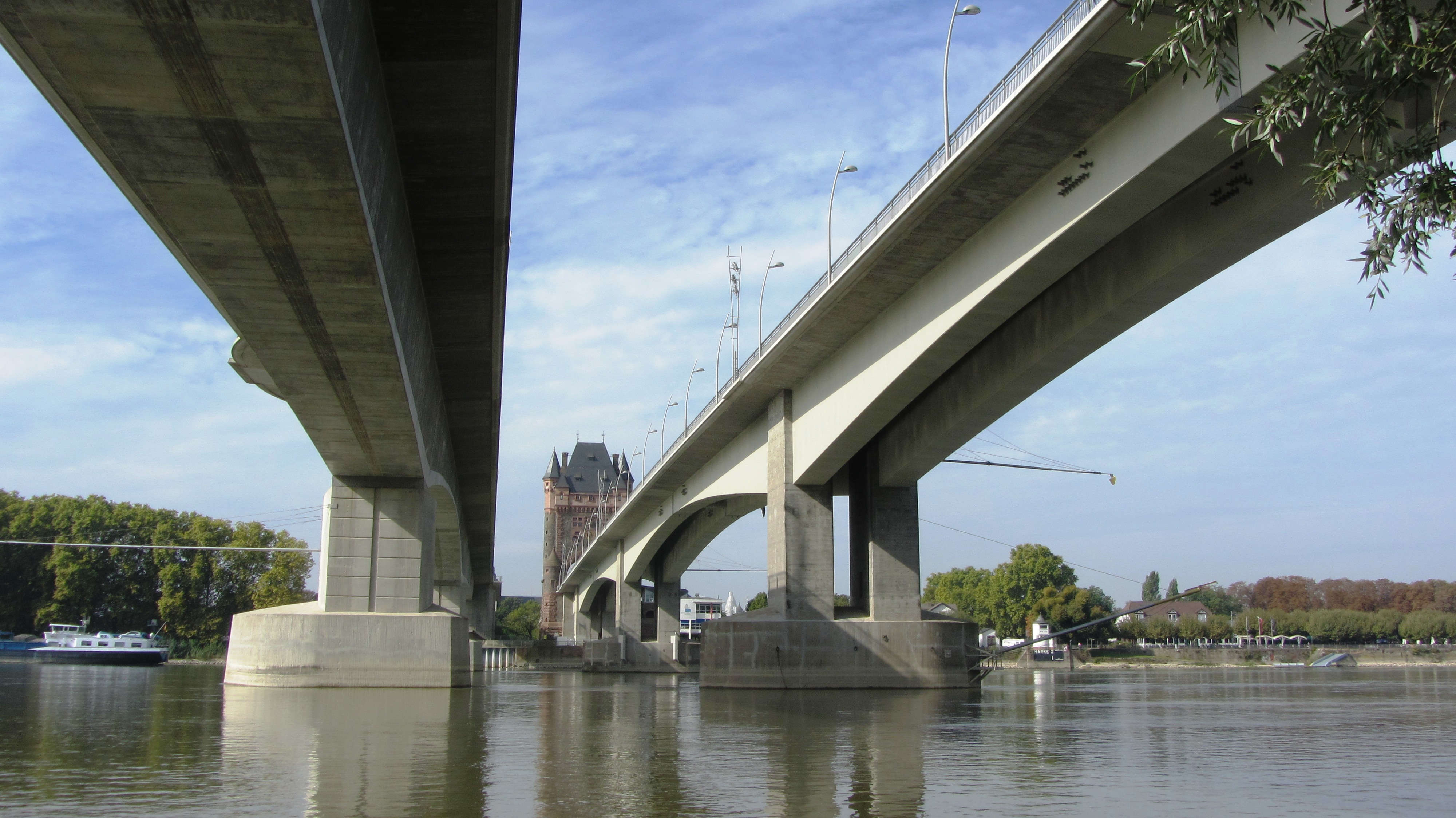
Les deux voies 2014, 2
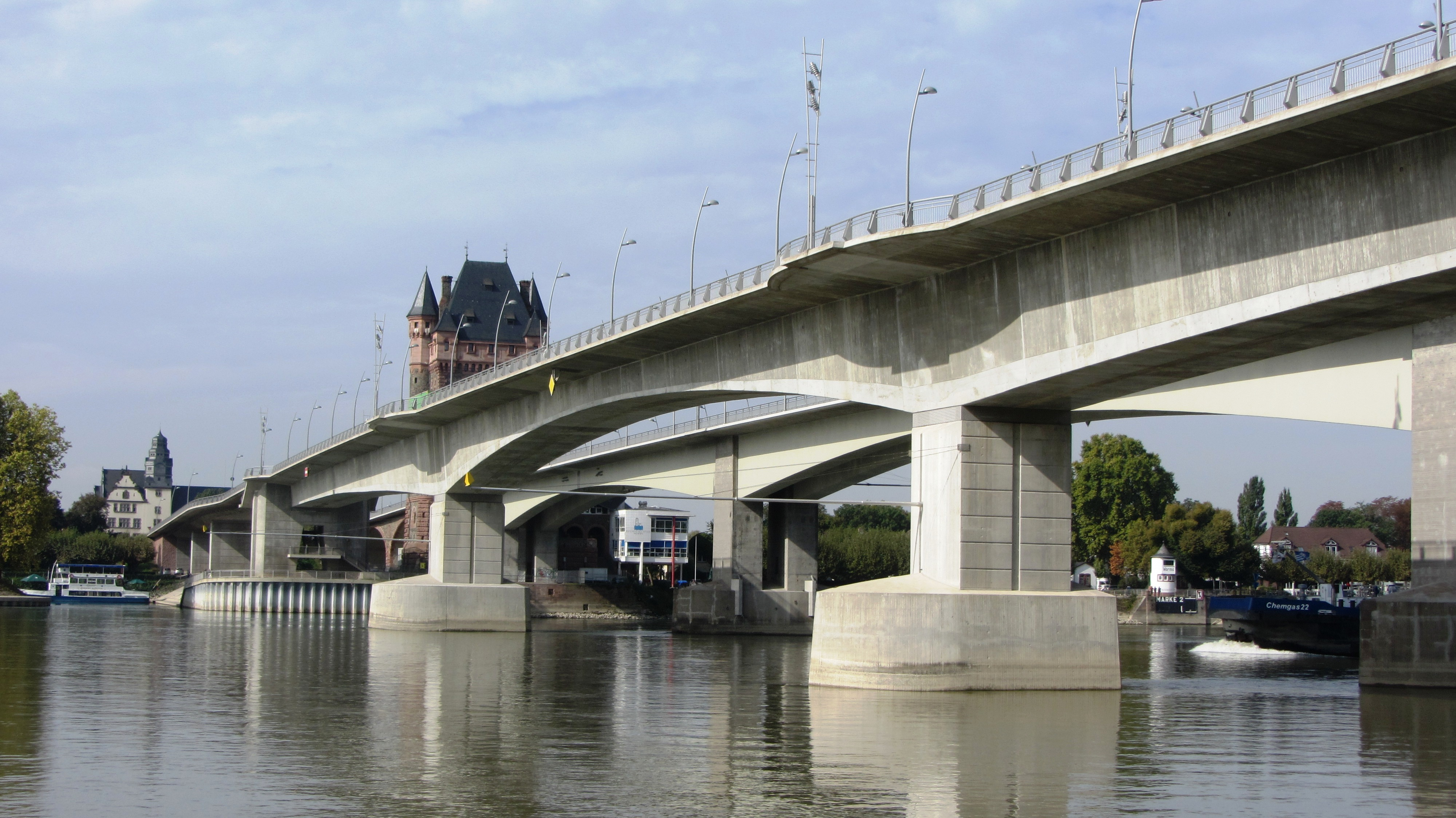
Les deux voies 2014, 3

## Tour des Nibelungen
La tour d'entrée d'une hauteur de 53 m sur la rive gauche s'appelle Tour des Nibelungen.
À l'origine elle était habitée ; depuis juillet 1976 elle est occupée par une auberge installée et gérée par les scouts dans l'Association des éclaireuses et éclaireurs chrétiens (de). Parmi les huit étages, cinq situés au-dessus du niveau de la route sont en service ; les trois autres étages, situés en dessous du niveau des routes sont occupés par le Rheingütestation Worms.

La Tour des Nibelungen
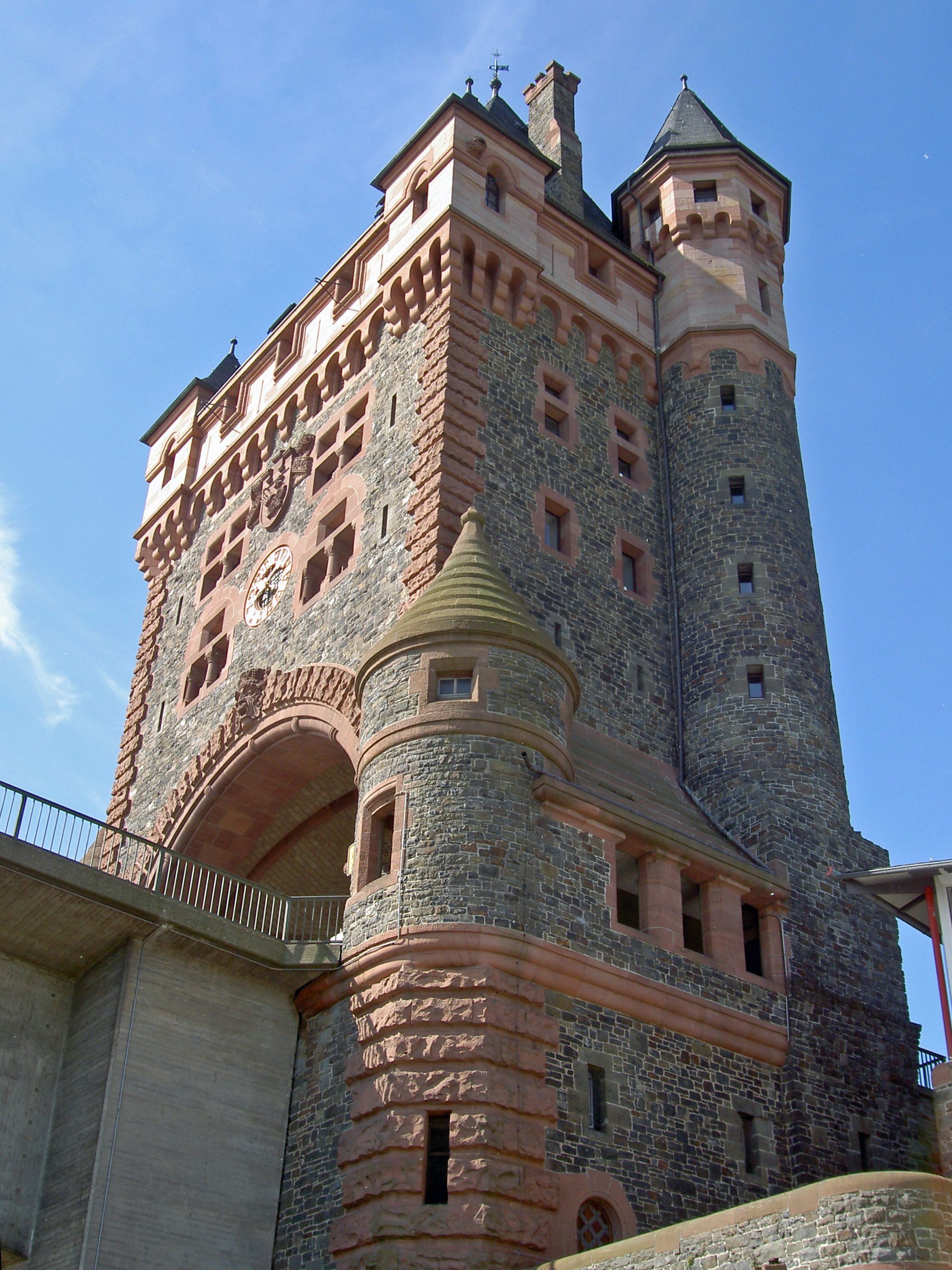
La Tour "sur" le pont
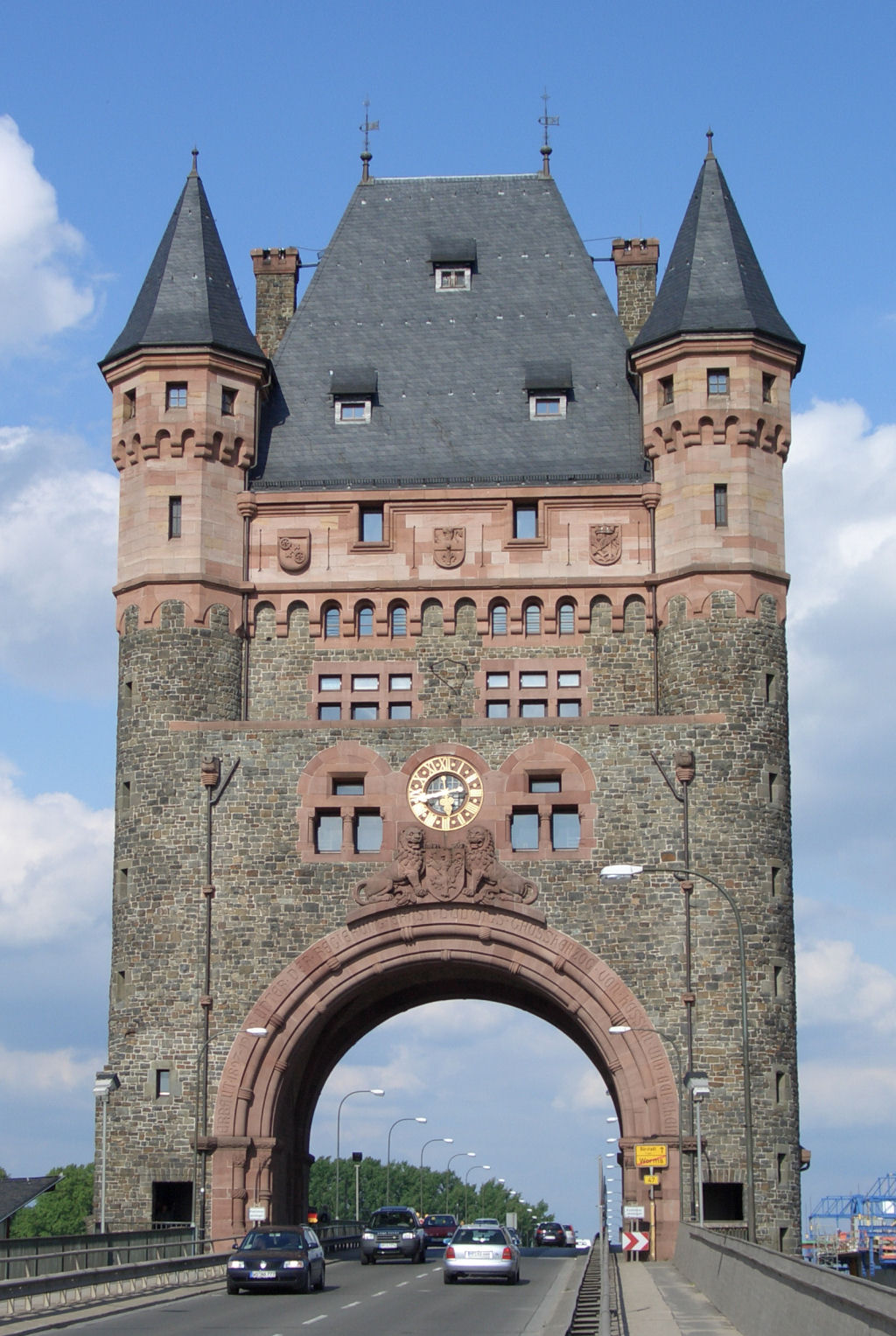
La tour vue vers l'Est
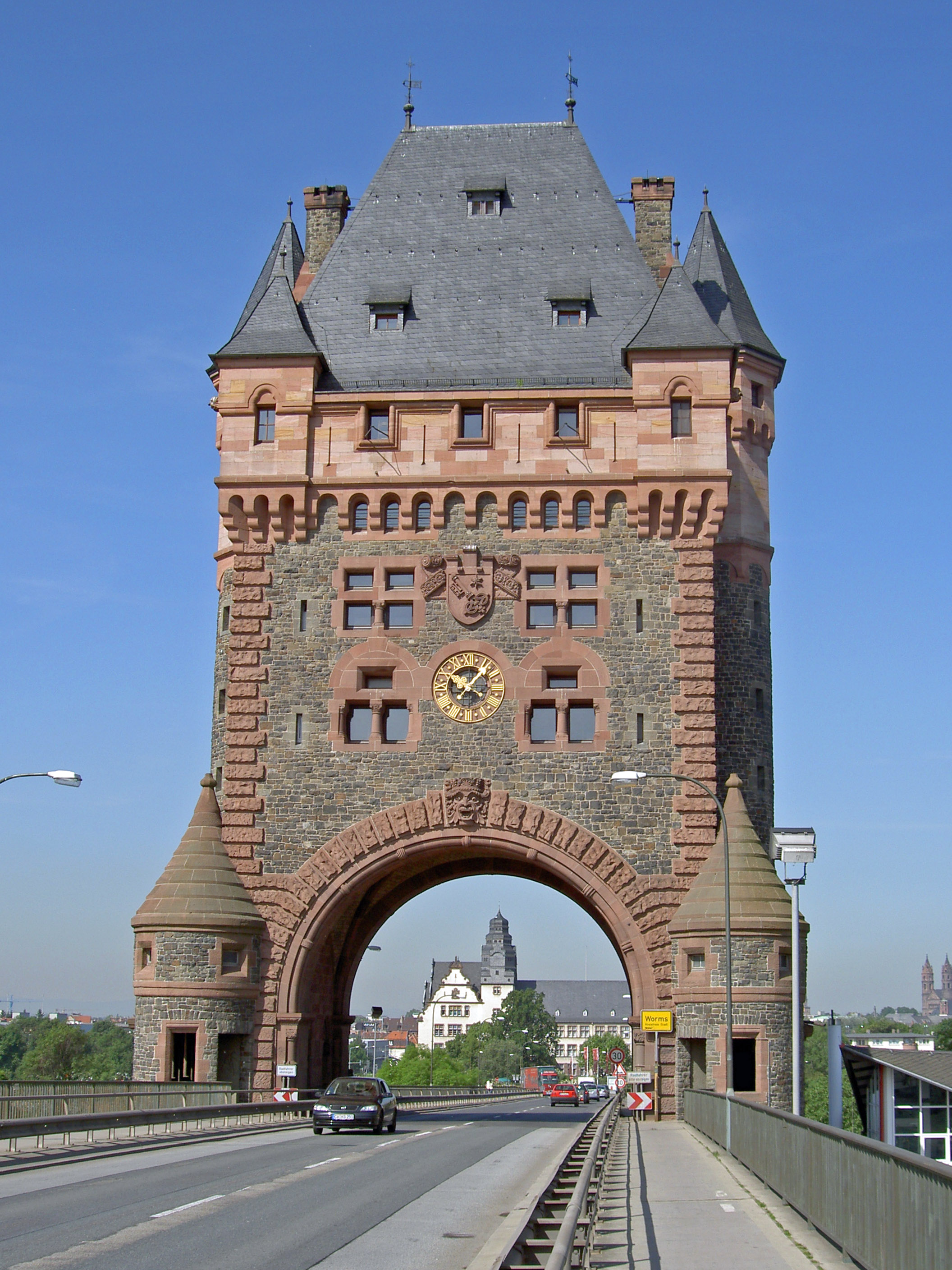
La tour vue vers l'Ouest
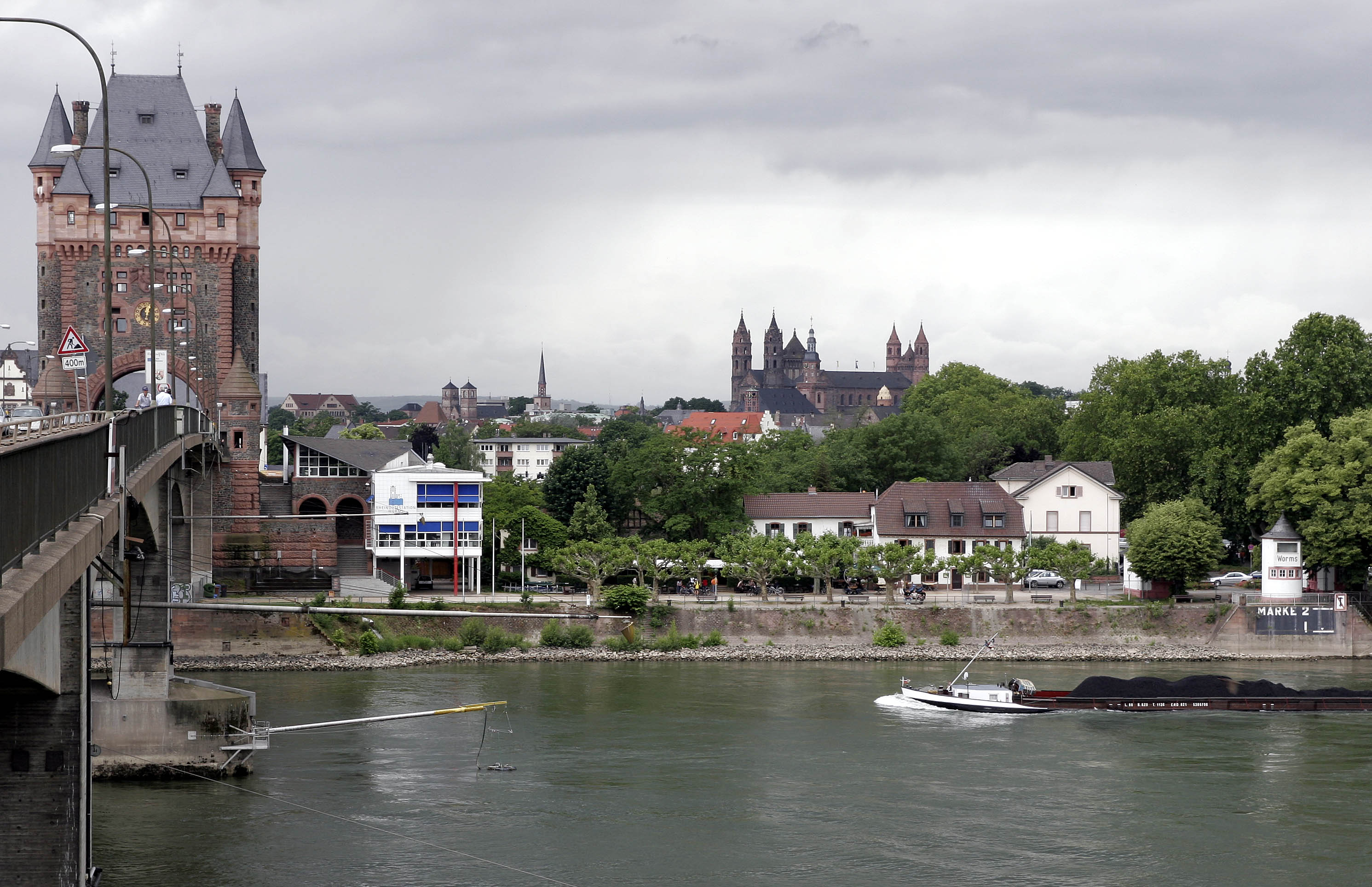
Vue de la rive droite sur Worms, sa promenade sur le Rhin et la tour